# Urretxu
Urretxu és un municipi de Guipúscoa, al País Basc.

## Topònim
És incert l'origen etimològic d'Urretxu. La hipòtesi més estesa és la que considera que el nom deriva de l'euskera i significa una mica semblant a l'avellaneda, és a dir que és un fitònim derivat d'hurr(i)itz (avellaner en euskera), el sufix abundancial -tsu i l'article -a (hurreitz + tsu + a). Com passa en molts topònims bascos acabats en a, en ser aquest l'article en euskera sol perdre's, per això és tan habitual utilitzar Urretxu com Urretxua. També s'ha solgut relacionar el nom del poble amb altres paraules basques com ur (aigua) o urre (or). El topònim Urretxua és anterior a la fundació de la vila. A la carta de poblament que va estendre el rei Joan I de Castella el 1383 es pot llegir que dona llicència per poblar una vila en les nostres terres d'Urrechua... i tenim per bé que hagi nom de Vila-real. El nom de Vila-real és típic de les fundacions medievals i al·ludeix a la condició de realeng de la vila. Durant segles, el nom oficial de la localitat va ser Vila-real, mentre que comunament va seguir sent coneguda pel seu nom antic d'Urrechu/Urrechua. El 1916 la Reial Societat Geogràfica va canviar el nom oficial de la localitat per Vila-real d'Urretxu, per evitar que fos homònima amb altres localitats de nom Vila-real existents a Espanya. Durant els anys 1916-80 va ser coneguda també com a Vila-real d'Urretxua. El 1979 l'ajuntament va adoptar la denominació oficial de Urretxu, transcripció de la variant Urrechu, d'acord amb les normes ortogràfiques modernes de la llengua basca. Aquesta és actualment la denominació oficial i més comuna del municipi.

## Història
La primera ressenya històrica documental de Vila-real d'Urretxua no és altra que la corresponent a la concessió pel rei Joan I de Castella de la Carta de poblament fundacional de la Vila, atorgada el 3 d'octubre de 1383. D'aquí li va venir el nom de Vila Real. Abans de la fundació, existia en les denominades "terres d'Urretxua", un assentament humà disseminat situat molt probablement entorn de l'ermita de Santa Bàrbara. Aquests pobladors, sotmesos cada vegada més a l'assetjament dels senyors feudals, sol·liciten al Rei la possibilitat de fundar una vila. Aquesta comportaria privilegis fiscals i defensius, a més de majors possibilitats d'augment del comerç. A la Carta de poblament, el Rei els dona, a més, la facultat de repartir-se els solars, d'edificar dins del nucli que ells mateixos dissenyessin, i el traçat dels quals encara conserva avui a Vila-real d'Urretxua, ja que el desenvolupament de la població a través dels segles no ha alterat les característiques bàsiques que li confereixen a la Vila el seu caràcter medieval.
El Rei Joan I els concedeix el terme municipal amb descripció dels seus límits, així com el nom, que com vila de fundació reial serà el de Vila Real. A aquesta vila amb privilegis reials es van adherir Zumarraga (1383) i Ezquioga (1385). Aquestes agregacions a Vila-real d'Urrechua conten immediatament amb l'oposició de la Vila de Segura, que al·legant drets sobre les col·lacions de Zumarraga i Ezkioga, pledeja amb Urretxua. El conflicte acaba amb una sentència que determina que, no només haurien de pertànyer a Segura Zumarraga i Ezkioga, sinó també la nova Vila d'Urretxua. L'apel·lació dels urretxuarres no va quedar resolta fins a sis anys després, el 1411, on definitivament es trenca la dependència amb la Vila de Segura.
A poc a poc, Vila-real d'Urrechua es comença a configurar com una Vila de fundació formant una estructura econòmica molt homogènia, basada en el comerç (estava ben situada a les infraestructures comercials de l'època) i en l'agricultura-ramaderia. També és destacable l'activitat forestal i la llavors incipient indústria del ferro localitzada a les ferrerías de Mendiaraz, Irigon i Guerra. Aquesta nova indústria farà canviar el nom del riu, ja que el que fins llavors tenia era l'aigua de Legazpia, que passarà a denominar-se Urola (Ur=aigualeix, Ona=ferrería). No obstant això, i paradoxalment, serà aquesta mateixa situació estratègica la que va obstaculitzar el desenvolupament econòmic de la vila: en ser pas obligat de reis, batallons, etc., té l'obligació de complimentar-los a compte de l'erari públic, amb la despesa que això comportà. Si a això afegim les nombroses desgràcies naturals que assolen Vila-real d'Urretxua, els segles xvi i xvii, i que són una constant de l'època (incendis, pestes i altres malalties), ens trobem amb un cúmul de factors que repercutiran negativament a la població, les aspiracions econòmiques de la qual, culturals i socials, comencen a satisfer-se fora de la Vila. L'emigració es converteix en una llera lògica de sortida, sent la destinació principal Amèrica. També es detecten desplaçaments de pobladors a la Cort; alguns d'ells van ser famosos en el camp de l'administració reial del segle xvii i van fundar els seus propis palaus a la vila: és el cas dels Ipeñarrieta, Areizaga, Nekolalde. Conseqüència de tot això, famílies urretxuarres van adquirir més i més prestigi, i d'aquella població homogènia sense tot just diferenciació social, es va passar a una població en què aquestes famílies regiran gairebé amb exclusivitat les destinacions del municipi.
El 1658 hi va haver un gran incendi que va destrossar gran part dels habitatges i l'església parroquial de San Martín de Tours però el poble va aconseguir recuperar-se. El segle xviii va observar un fort creixement en les construcció d'infraestructures: es va construir el Camí ral que unia Àlaba amb la frontera d'Irun, alhora que va situar-se a Urretxua la casa de postes, des d'on es repartia a aquests pobles el correu. El segle xix va ser un segle de guerres, que van tenir un efecte molt negatiu sobre la hisenda municipal, sent fonamentalment importants en aquest sentit la Guerra de la Independència i la I Guerra Carlista. També va ser el segle de la modernització. Fonamentalment per la instal·lació del ferrocarril que va suposar la base del posterior desenvolupament econòmic que experimentaria la població. A aquest segle va pertànyer José María Iparaguirre, el famós bard autor del "Gernikako Arbola".
El segle xx va portar la industrialització i l'augment de població, sobretot a partir de la dècada dels 50, conseqüència de la forta immigració. Aquest augment sense precedents va ser el que va condicionar l'estructura urbana, social i econòmica del municipi. Avui dia, Urretxu es pot considerar una població urbana, moderna, amb una indústria avançada i qualificada, amb un sector de serveis en alça i amb unes construccions urbanístiques punteres que li donen un aire de renovació, de població del segle xxi. No obstant això, no ha donat l'esquena al seu passat, a la seva història, i ha sabut mantenir els seus orígens de vila medieval, el seu patrimoni històric i les seves tradicions.

## Persones il·lustres
- José María Iparraguirre (1820-1881): poeta i músic.